# 山寺宏一のGAP SYSTEM
山寺宏一のGAP SYSTEM（やまでらこういちのギャップシステム）は、CDシリーズおよび、東海ラジオをキーステーションとした桑の実プロ制作のラジオ番組（アニラジ）。

## 概要
声優の山寺宏一が『一人何役』をこなすコントと音楽を収録したCDのシリーズとして伊豆一彦プロデュースで1991年に日本ビクターより発売が開始された。
1994年より東海ラジオにて日本ビクター提供の30分のラジオ番組として開始されることになり、その関連CDも発売された。発売元はBMGビクター（現・BMGジャパン）。

## ドラマCD
- 山寺宏一 GAP SYSTEM 時代の申し子 （1991年9月21日）
- 山寺宏一 GAP SYSTEM2 山寺を買え! （1992年3月21日）
- 山寺宏一 GAP SYSTEM3 ツボをおさえた男 （1993年7月21日）
- SUPER GAP SYSTEM 快適な世紀末 （1994年11月23日）
- GAP SYSTEM SUPER LIGHT （1995年5月24日）
- GAP SYSTEM MENTHOL （1995年9月21日）
- Super Gap System うしろめたい気持ち （1995年11月22日）
- つかれた （1996年2月21日。シングルCD。歌・山寺宏一）
  - CDシリーズからシングルカット。

## ラジオ番組
1994年1月から放送開始。当初は東海ラジオのみの放送だったが、後にラジオ大阪、HBCラジオ、青森放送、山形放送などでもネットが開始された
。1997年3月末をもって3年3か月の放送を終了。青森放送では編成の都合で最終回の1つ前の回で終了し、『さめちゃんの働いてナンボ』に切り替えた。

### パーソナリティー
- 山寺宏一（『バズーカ山寺』名義）
- ラスプーチン矢野（構成作家）
- 柳原みわ（アシスタント兼構成作家）

### 主なコーナー
- ヘッドライン
- BATTLE GAP
- やまでらからでまや
- GAP インフォメーション
- みわのぬけげ
- ラジオドラマ

日本ビクターが製作したテレビアニメやOVA関連の作品。放送後はドラマCDとして発売された。
- 『カ・ビネ・サガ・レトルト』
- 『新・幕末少年世紀タカマル』
- 『メタルファイターMIKU』
- 『バイストン・ウェル物語 ガーゼィの翼』
- 『青空少女隊』
- 『MAZE☆爆熱時空』